# Saska
Saska (Rzeka Saska, Sasek, Saska Struga) – niewielka rzeka, w początkowym biegu struga w Polsce, dopływ rzeki Sawica.
Saska wypływa z jeziora Sasek Wielki, poniżej łączy się ze strugą wypływającą z Jeziora Gromskiego, płynie na południe, gdzie przy spiętrzeniu w Janowie rozlewa się, tworząc Młyński Staw. Po przepłynięciu przez bardzo duży i widowiskowy jaz przy drodze krajowej nr 58 płynie dalej na południe, aby w końcu poniżej jeziora Natać wpłynąć do rzeki Sawica. Saska przepływa głównie przez gminę Szczytno, po czym wpływa do Sawicy. Płynie jedynie przez miejscowość Janowo.
Saska jest częścią szlaku kajakowego nazywanego Sawica – Saska.
Dawniej przyjmowano, że Sawica bierze początek w Sasku Wielkim, nazwa Saska była zatem tylko zwyczajową nazwą górnego biegu Sawicy. Obecnie przyjmuje się, że Sawica bierze początek w jeziorach powyżej jeziora Sawica, a Saska w Sasku Wielkim.